# RS-449
Pour les articles homonymes, voir Route 449.
]

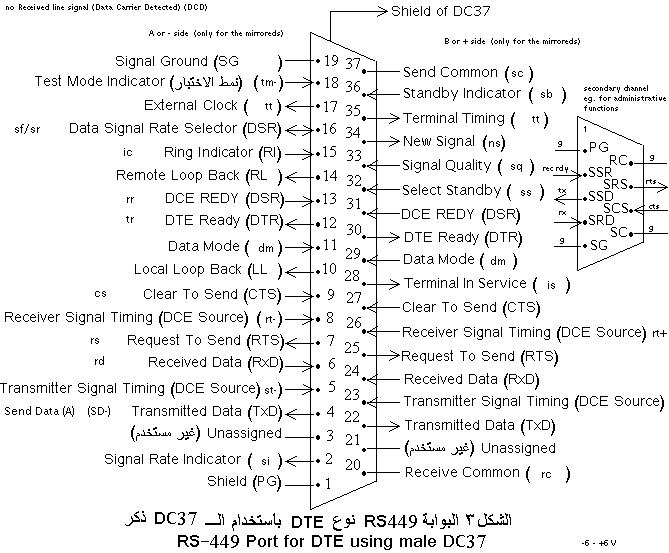
ports série. 232 DE-9 plus simple (c'est-à-dire aujourd'hui surprenant DB-25) uniquement depuis l'AT de 1984 [post-xt, IBM 5170, avec un 286

RS-449 (parfois appelée EIA RS-449[réf. nécessaire], EIA 449 ou TIA 449) est une norme de connexion plus rapide que la norme de communication RS-232, pouvant atteindre les 2 Mbit/s, et capable de supporter des longueur de câble, de qualité, plus longues que celle-ci.
La principale différence provient de l'utilisation de deux paires de fils au lieu d'une seule.

## compatibilité
« Compatible with RS-449, MIL-188-114, EIA-530 and MIL-188C standards ».